# Distrikt Ticlacayán
Der Distrikt Ticlacayán liegt in der Provinz Pasco in der Region Pasco in Zentral-Peru. Der Distrikt wurde am 14. Juni 1958 gegründet und besitzt eine Fläche von 558 km². Beim Zensus 2017 wurden 3463 Einwohner gezählt. Im Jahr 1993 lag die Einwohnerzahl bei 2120, im Jahr 2007 bei 7543. Die Distriktverwaltung befindet sich in der an der Quebrada Ticlacayán etwa 3500 m hoch gelegenen Ortschaft Ticlacayán mit 1253 Einwohnern (Stand 2017). Ticlacayán liegt knapp 20 km nordnordöstlich der Provinz- und Regionshauptstadt Cerro de Pasco.

## Geographische Lage
Der Distrikt Ticlacayán liegt in der peruanischen Zentralkordillere im zentralen Norden der Provinz Pasco. Der 5723 m hohe Berg Huaguruncho (auch Nevado Tarata), höchste Berg der Cordillera Huaguruncho, erhebt sich an der östlichen Distriktgrenze. Im Westen reicht der Distrikt bis zum Río Huallaga.
Der Distrikt Ticlacayán grenzt im Westen an die Distrikte Yanacancha und San Francisco de Asís de Yarusyacán, im Nordwesten an den Distrikt Huariaca, im zentralen Norden an den Distrikt San Rafael (Provinz Ambo), im Nordosten an den Distrikt Pozuzo (Provinz Oxapampa), im Osten an den Distrikt Huachón sowie im Süden an den Distrikt Ninacaca.